# Teodora Paleologina Kantakuzena
Teodora Paleologina Kantakuzena (zm. 1 czerwca 1342) – żona Michała Kantakuzena, bizantyńskiego arystokrata, pierwszego rządcy Morei w latach 1308-1316. 

## Życiorys
Zostawszy wdową, poświęciła się wychowaniu syna, późniejszego cesarza Jana VI Kantakuzena. Odgrywała dosyć istotną rolę podczas panowania Andronika III Paleologa. W latach 1335–1336, kiedy cesarz Andronik III Paleolog przebywał na Chios i w Fokei, sprawowała regenzję w Konstantynopolu wraz z Anną Sabaudzką. Przeciwniczka Jana XIV Kalekasa i Aleksego Apokaukosa.